# Pickrell
Pickrell és una població dels Estats Units a l'estat de Nebraska. Segons el cens del 2000 tenia 182 habitants.

## Demografia
Segons el cens del 2000, Pickrell tenia 182 habitants, 78 habitatges, i 53 famílies. La densitat de població era de 702,7 habitants per km².
Dels 78 habitatges en un 24,4% hi vivien nens de menys de 18 anys, en un 62,8% hi vivien parelles casades, en un 2,6% dones solteres, i en un 30,8% no eren unitats familiars. En el 23,1% dels habitatges hi vivien persones soles l'11,5% de les quals corresponia a persones de 65 anys o més que vivien soles. El nombre mitjà de persones vivint en cada habitatge era de 2,33 i el nombre mitjà de persones que vivien en cada família era de 2,74.
Per edats la població es repartia de la següent manera: un 20,9% tenia menys de 18 anys, un 6,6% entre 18 i 24, un 29,7% entre 25 i 44, un 26,9% de 45 a 60 i un 15,9% 65 anys o més.
L'edat mediana era de 40 anys. Per cada 100 dones de 18 o més anys hi havia 92 homes.
La renda mediana per habitatge era de 36.250 $ i la renda mediana per família de 54.375 $. Els homes tenien una renda mediana de 35.417 $ mentre que les dones 23.750 $. La renda per capita de la població era de 16.997 $. Cap de les famílies i el 9,7% de la població estaven per davall del llindar de pobresa.

## Poblacions més properes
El següent diagrama mostra les poblacions més properes.